# Gorgon (Tomi Shishido)
Gorgon (Tomi Shishido) es un personaje ficticio que aparece en los cómics estadounidenses publicados por Marvel Comics.

## Historial de publicaciones
Gorgon apareció por primera vez en Wolverine (volumen 3) # 20, y fue creado por Mark Millar y John Romita, Jr. El personaje fue asesinado en Wolverine (volumen 3) # 31, solo para ser resucitado más tarde en Secret Warriors # 2.

## Historia
El verdadero nombre de Gorgon es Tomi Shishido. Es miembro de La Mano y Hydra y un poderoso mutante, liderando la sociedad mutante extremista, Amanecer de la Luz Blanca. Cuando era niño, poseía niveles de inteligencia casi sobrehumanos. Dijo sus primeras palabras a las dos semanas de edad, podía caminar a los tres meses, y pudo leer y escribir en su primer cumpleaños. Se convirtió en un pintor consumado a la edad de cuatro años, entre los mejores artistas de todo Japón; y compuso una ópera a los seis años. Esta también es la edad cuando intentó un segundo suicidio.
A la edad de 13 años, formuló una fórmula matemática que demuestra la existencia de One-Above-All y manifestó la capacidad mutante de convertir a las personas en piedra con sólo mirarlas. Los medios lo apodaron "El Gorgon", después de Gorgon de la mitología griega. Poco después, se convirtió en el líder de un culto de muerte mutante llamado Amanecer de la Luz Blanca, que cometió ataques terroristas en todo Japón. A los 18 años, buscó la Mano. Antes de abandonar su hogar, mató a toda su familia y a su único amigo para demostrar que era lo suficientemente despiadado como para unirse a la organización terrorista.
Después de encontrar el santuario de la Mano y matar a todos sus guardias con los ojos vendados, Gorgon entró y se comprometió con el Jonin de la Mano. Cuando el maestro cuestionó su dedicación, el Gorgon se empaló con su propia espada, hiriéndose fatalmente, y le dijo al maestro que lo resucitara. Jonin quedó impresionado y lo trajo al redil.
Más tarde, Gorgon se conectó con Hydra y formó una relación con Elsbeth Von Strucker, la esposa del líder de Hydra, Barón Strucker. Fue responsable de la captura y lavado de cerebro de Wolverine. Aunque Wolverine finalmente fue liberado de su control, logró infiltrarse en el Edificio Baxter y robar planos tecnológicos de Reed Richards que fueron muy útiles para Hydra. Wolverine, bajo el lavado de cerebro, cometió una serie de ataques terroristas que causaron la muerte de numerosos héroes disfrazados y cientos de agentes de S.H.I.E.L.D. antes de que finalmente fuera capturado durante un asalto a la Mansión X y posteriormente desprogramado.
Eventualmente, Gorgon intentó asesinar a Nick Fury después de que S.H.I.E.L.D. lanzara un ataque que destruyó su casa de seguridad y mató a Elsbeth Von Strucker en el proceso. Fue interceptado por Wolverine antes de que pudiera completar el objetivo. Los dos se involucraron en una batalla brutal, infligiéndose heridas devastadoras el uno al otro. Gorgon logró ganar la mano e intentó usar su habilidad mutante para transformar a Wolverine en piedra; Wolverine sacó sus garras en el último momento, forzando a Gorgon a ver su propio reflejo en ellas. Como resultado, el poder de Gorgon se reflejó en él. Una vez que Gorgon se convirtió en piedra, Wolverine destrozó su cuerpo.
Durante la historia del Dark Reign, Hydra forzó a La Mano a resucitar a Gorgon usando los fragmentos de roca de su cuerpo. También recibió la espada Godkiller por Kraken.
El Godkiller es destruido en una batalla contra Phobos, quien esgrime a Grasscutter. Gorgon usa la espada rota para matar a Fobos con una puñalada mortal en el pecho y toma Grasscutter como propio, citando "una espada roja para un señor rojo".
Siguiendo la historia de Fear Itself, Gorgon se une a H.A.M.M.E.R. después de que Norman Osborn recupera el liderazgo al escapar de la Balsa. Gorgon termina convirtiéndose en un miembro de la segunda encarnación de Vengadores Oscuros como el nuevo Dark Wolverine. Él y Madame Hydra secretamente planean que una vez que Norman Osborn demuestre ser demasiado peligroso para liderar a los Vengadores Oscuros, lo matarán y utilizarán a los Vengadores Oscuros para causar discordia al servir como una voz de los "desposeídos" insatisfechos con el statu quo. Aunque en general es un "Lobo oscuro" adecuado debido a sus habilidades y poderes de curación, a Gorgon le faltan las verdaderas garras de Wolverine en lugar de confiar en garras falsas que son parte de su disfraz. Gorgon y los otros miembros de Vengadores Oscuros son derrotados cuando su compañero de equipo, Skaar se revela como el doble agente de los Vengadores y convoca a ambos equipos de Vengadores para derrotar a los Vengadores Oscuros.
Gorgon es parte del Consejo Superior de Hydra que la nueva Madame Hydra está recolectando para ayudar a Steve Rogers, quien tuvo su historia alterada para ser un agente durmiente de Hydra durante años.
Durante la historia del Imperio Secreto, Gorgon y Hive estaban en Madripoor en el momento en que el Metro llega en busca de fragmentos. Antes de ser derribado por Hércules, Gorgon logró convertirlo en piedra.
Gorgon estuvo más tarde detrás de las operaciones de Hand Regenix. Él es servido por Silver Samurai, quien en realidad es Mariko Yashida resucitada. Los dos lideraron un ataque contra Viejo Logan cuando estaba investigando las operaciones de la Mano. Cuando el segundo Samurai de Plata ayudó al Viejo Logan, luchó contra Gorgona mientras Logan se enfrentaba a Mariko. Después de que Gorgon se escapó, Silver Samurai usó algunos nanites para romper el control de la Mano sobre Mariko.
Durante la historia de "Spider-Geddon", Arnim Zola crea un bio duplicado de Gorgona que lo acompaña a él y a algunos agentes de Hydra a Los Ángeles para recuperar los servicios de Superior Octopus. El bio-duplicado de Gorgon luchó contra el Superior Octopus y su retiro de la venda le hizo convertir el Superior Octopus en piedra. Después de romperlo por orden de Arnim Zola, Superior Octopus emergió y decapitó el bio duplicado de Gorgon.
Gorgon es más tarde uno de los mutantes villanos invitados a vivir en la nueva isla de Krakoa, siempre que ya no guarde rencor contra sus compañeros mutantes. Gorgon acepta y luego incluso bebe una cerveza con Wolverine durante una fiesta.

## Poderes y habilidades
Gorgon posee una variedad de habilidades sobrehumanas como resultado de la mutación genética y la mejora mística de la Mano y Hydra.
La habilidad mutante primaria de Gorgon es la capacidad de transformar a un individuo en piedra al hacer contacto visual con ellos. Los ojos de Gorgon no tienen pupilas visibles y brillan con una energía verde brillante. Gorgon siempre usa un par de gafas de sol oscuras para poder ver sin afectar a los que lo rodean. No se ha revelado si las gafas de sol poseen algún tipo de propiedades especiales o si están compuestas por algún material especial diseñado para bloquear su poder.
También nació con, o pronto lo logró, un nivel extraordinario de inteligencia, posiblemente en un nivel sobrehumano, y habilidades psiónicas. Posee conocimientos avanzados en múltiples campos académicos y artísticos. Este intelecto lo hace extremadamente arrogante. Por alguna razón, equipara inteligencia con ser un mutante. Por ejemplo, Gorgon descarta a Reed Richards simplemente como el equivalente de un loro que puede imitar una voz humana, a pesar de que Gorgon estaba realmente impresionado por las ideas de Richards sobre los planes, simplemente porque Richards no es un mutante.
Después de su resurrección, la fuerza, la velocidad, los reflejos / reacciones de Gorgon, la agilidad, la destreza, la coordinación, el equilibrio y la resistencia se elevan a niveles sobrehumanos, cuyos límites exactos no se revelan. La Gorgona también posee un factor de curación acelerado que le permite reparar el tejido dañado o destruido con una velocidad y eficiencia extraordinarias. Él es capaz de curarse del trauma masivo infligido por las garras de adamantium de Wolverine, aporrear y caer desde grandes alturas mientras continúa luchando.
Además de sus ventajas físicas, Gorgon posee cierto nivel de empatía / telepatía que le permite escuchar los pensamientos y sentir las emociones de los demás. Al igual que sus capacidades físicas, los límites exactos de los poderes psiónicos de Gorgon permanecen desconocidos.
El Gorgon es un extraordinario combatiente mano a mano, incluso antes de su resurrección, entrenado en múltiples formas de artes marciales. Él es un experto espadachín y, por lo general, prefiere usar una katana durante el combate. Además, normalmente usa sus habilidades psiónicas para leer las mentes de sus oponentes durante situaciones de combate (incluso mentes altamente entrenadas como las de Wolverine y Elektra), lo que le permite predecir y contrarrestar todos sus movimientos. Él usó espadas y un dispositivo personal de teletransportación. Actualmente ejerce Godkiller, una espada que ha matado a muchos reyes, emperadores y también ha hecho sangrar a Dios.

## En otros medios

### Televisión
- Se hace referencia a Gorgon en The Avengers: Earth's Mightiest Heroes, episodio, "Widow's Sting". Él fue mencionado como el jefe del Clan Yashida. Madame Hydra menciona al Barón Strucker que Gorgon y el Clan Yashida han prometido su lealtad a Hydra.

### Videojuegos
- Gorgon aparece en Marvel Heroes, con la voz de Crispin Freeman.
- Gorgon es un personaje jefe no jugable en Marvel Puzzle Quest.